# Cadillac Records
Cadillac Records es una película estadounidense dirigida por Darnell Martin en el año 2008. Cuenta la historia de la compañía discográfica norteamericana Chess Records.

## Argumento
Chicago, 1957. Leonard Chess se lanza al negocio discográfico tras quedar fascinado por la música de Muddy Waters y Little Walter, el conjunto de blues que ameniza su bar. Su fulgurante éxito hace aumentar la nómina de músicos de Leonard, formando el sello de grabación más importante de la cultura musical afroamericana de esa época. El orgullo, los líos de faldas y la ambición cruzan los destinos de todos ellos, pero el mayor revuelo llegará con la aparición en escena de dos pioneros en el género: Chuck Berry y Etta James.

## Reparto
- Adrien Brody como Leonard Chess
- Jeffrey Wright como Muddy Waters
- Beyoncé como Etta James
- Cedric the Entertainer como Willie Dixon
- Gabrielle Union como Geneva Wade
- Columbus Short como Little Walter
- Emmanuelle Chriqui como Revetta Chess
- Eamonn Walker como Howlin' Wolf
- Mos Def como Chuck Berry
- Shiloh Fernandez como Phil Chess
- Jay O. Sanders como Mr. Feder
- Eric Bogosian como Alan Freed
- Kevin Mambo como Jimmy Rogers
- Marc Bonan como Keith Richards
- Tammy Blanchard como Isabelle Allen
- Q-Tip como artista de Hip Hop
- Norman Reedus como ingeniero de la discográfica Chess
- Vincent D'Onofrio como DJ de Misisipi
- Elvis Presley (imágenes de archivo)

## Historia
Leonard Chess era el cofundador en los años 50 del sello discográfico estadounidense Chess Records, con sede en Chicago, Illinois. Dirigió el mítico sello con su hermano, Phil, en los años 50 y 60. La discográfica empezó a vender los discos desde la parte de atrás del coche Cadillac del propio Chess. Y fue la plataforma de lanzamiento de artistas legendarios como los cantantes de blues e intérpretes de  armónica y guitarra como Little Walter y Muddy Waters, Howlin' Wolf, la leyenda de soul Etta James y los guitarristas, cantantes y compositores Chuck Berry y Willie Dixon.

## Producción
El guion fue escrito por el director Darnell Martin. La película fue rodada en lugares como Luisiana, Misisipi y New Jersey. Martin dirigió la película, financiada por Sony BMG Film. Cadillac Records fue producida por Andrew Lack y Sofia Sondervan. También aparece como coproductora ejecutiva Beyoncé Knowles.